# Jimmy Jackson (Fußballspieler, 1899)
James „Jimmy“ Jackson (* 4. Dezember 1899 in Newcastle upon Tyne; † 1. Januar 1977 in Poole) war ein englischer Fußballspieler. Als rechter Verteidiger war er nach anfänglichen Engagements in Schottland zwischen 1925 und 1933 beim englischen Erstligaklub FC Liverpool aktiv und für einen längeren Zeitraum dort Mannschaftskapitän. Nach der Fußballerkarriere arbeitete er als Pfarrer. 

## Sportlicher Werdegang
Jackson wurde als Sohn seines gleichnamigen schottischen Vaters in Newcastle geboren, wo dieser kurz zuvor noch als Profifußballer beschäftigt gewesen war und kurz darauf nach London zu Woolwich Arsenal wechselte. Obwohl er selbst kein Schotte war, erlernte auch der Sprössling das Fußballspielen in der Heimat seines Vaters, wobei der Schwerpunkt mehr auf der akademischen Ausbildung als dem Sport lag. Er lief gegen Ende des Ersten Weltkriegs für den in Glasgow beheimateten renommierten Amateurklub FC Queen’s Park auf und wechselte kurz darauf als Profi zum Erstligisten FC Motherwell.
In Motherwell entwickelte er sich zu einem der besten Abwehrspieler im schottischen Fußball, sowohl als Mittelläufer als auch auf der „Außenbahn“. Im Jahr 1922 vertrat er den schottischen Ligaverband, obwohl er – wie auch sein Teamkollege Dick Little – aus dem englischen Newcastle (bzw. der Umgebung) stammte. Im Juni 1923 heuerte Jackson beim Ligakonkurrenten FC Aberdeen an, wobei die Ablösesumme von 2.000 Pfund in Aberdeen einen Rekord darstellte. Dort etablierte er sich zwar in den folgenden beiden Jahren auch zunehmend auf der rechten Abwehrseite, aber die Erfolge blieben weitgehend aus mit Ligaplatzierungen jenseits der oberen Tabellenränge. So galt er auch nicht unbedingt als kommender Star, als ihn der englische Spitzenklub FC Liverpool im Mai 1925 verpflichtete. Der Transfer selbst stand auch unter keinem guten Stern, denn es entbrannte sich ein Streit über die finanziellen Modalitäten. Motherwell forderte 4.500 Pfund für Jacksons Wechsel, auch mit dem Verweis darauf, dass Jackson eigentlich noch für die folgende Saison 1925/26 verlängert hatte. Liverpool zahlte hingegen „nur“ 1.750 Pfund und mitausschlaggebend war für Jackson, dass er so sein Studium an der Liverpool University fortsetzen konnte.
Zu Beginn seiner Zeit in Liverpool bekleidete Jackson zunächst die Position des Mittelläufers. Danach half er auf den rechten Halbposition aus, bevor ihm die Verletzung von Tommy Lucas zum Durchbruch auf der rechten Abwehrseite verhalf. Er verpasste zwischen August 1927 und Mai 1930 nur vier von 126 Erstligaspielen und führte die Mannschaft lange als Kapitän aufs Feld. Wie sieben Jahre zuvor in Schottland, hätte er im September 1929 auch für die englische Football League antreten sollen, aber verletzungsbedingt musste er seinen Einsatz gegen die Irish League absagen, nachdem er bereits im November 1928 Reservespieler gegen die Scottish League gewesen war. Gegen Ende der Saison 1929/30 endete die Serie in Liverpool mit einem Bänderriss im Knie anlässlich einer Tour durch Schottland. Dadurch fiel er nicht nur in den letzten Partien aus, sondern auch noch für zwei weitere Monate in der anschließenden Spielzeit 1930/31, nachdem er entgegen ärztlicher Empfehlung am Saisonauftakt teilgenommen hatte. Jackson entsprach wenig dem Bild eines gewöhnlichen Fußballers. Besonders auffällig war sein Bestreben, ohne Foulspiel auszukommen. Er galt als „Gentleman“ und der gelegentlich raue Ton im Verlauf einer Partie passte ihm nicht. In einer überlieferten Erzählung echauffierte er sich über seinen eigenen Torhüter Elisha Scott, als dieser lautstark und unflätig gegenüber dem dunkelhäutigen Dixie Dean vom Lokalrivalen FC Everton ausfällig geworden war. Er wurde auch bei gegnerischen Anhängern geschätzt, wobei vor allem die stehenden Ovationen im Highbury-Stadion, wo sein Vater einen nachhaltigen Eindruck hinterlassen hatte, am 27. Oktober 1928 zu nennen sind. Zu Beginn der 1930er-Jahre pendelte Jackson häufiger zu seinem neuen Studienort in Cambridge. Er fehlte seinem Team dadurch für drei Monate in der Saison 1932/33 und beendete dann nach 224 Pflichtspielen und zwei Toren seine aktive Karriere.
Nach dem Abschluss seiner Ausbildung in Cambridge, wo er Philosophie und Griechisch studiert hatte, ordinierte er im Jahr 1933 und die Presbyterianische Kirche bestellte ihn im Juni zum neuen Pfarrer der St. Andrew’s Church auf der Isle of Man – den Spitznamen „Parson“ (englisch für „Pfarrer“) hatte man ihm schon zu Fußballerzeiten gegeben. Im Mai 1946 wurde er Vorsitzender des Liverpool Free Church Councils, arbeitete bis zu seiner Pensionierung im Jahr 1963 in Bournemouth und ließ sich fortan im südenglischen Poole nieder. Dort verstarb er im Januar 1977.